# Список пленумов ЦК РКП(б) / ВКП(б) / КПСС
Список пленумов Центральных комитетов Российской Коммунистической партии (большевиков) (1919—1925), Всесоюзной коммунистической партии (большевиков) (1925—1952) и Коммунистической партии Советского Союза (1952—1991).

## 1930-е годы

### 1930—1934 годы
| Дата                         | Повестки дня и итоги |
| ---------------------------- | --- |
| 13 июля 1930                 | Организационный пленум ЦК после XVI съезда ВКП(б). Избраны: - члены Политбюро: К. Е. Ворошилов, Л. М. Каганович, М. И. Калинин, С. В. Косиор, В. В. Куйбышев, В. М. Молотов, А. И. Рыков, Я. Э. Рудзутак, И. В. Сталин - кандидаты в члены Политбюро: А. И. Микоян, В. Я. Чубарь, Г. И. Петровский, А. А. Андреев, С. И. Сырцов - секретари ЦК: К. Я. Бауман, Л. М. Каганович, В. М. Молотов, П. П. Постышев - генеральный секретарь И. В. Сталин |
| 1 декабря 1930               | Опросом членов ЦК ВКП(б) из состава Политбюро был выведен С. И. Сырцов |
| 17—21 декабря 1930           | Объединённый пленум ЦК и ЦКК ВКП(б) - Доклад В. В. Куйбышева «О народно-хозяйственном плане на 1931 год (контрольные цифры)» - Выступление С. В. Косиора на пленуме ЦК и ЦКК ВКП(б) об освобождении А. И. Рыкова от обязанностей председателя СНК СССР и члена Политбюро ЦК ВКП(б) и утверждении председателем СНК СССР В. М. Молотова - Отчётный доклад Наркомснаба и содоклад НК РКИ о снабжении мясом и овощами (А. И. Микоян и Л. Н. Аронштам) - Отчётный доклад Центросоюза о работе потребкооперации (А. Е. Бадаев и Р. С. Землячка) - Доклады М. И. Калинина и В. М. Молотова «О перевыборах советов». Были приняты соответствующие резолюции, в состав Политбюро введён Г. К. Орджоникидзе, от обязанностей кандидата в члены Политбюро освобождён А. А. Андреев. |
| 11—15 июня 1931              | - Доклад Наркомзема и содоклад ЦКК—РКИ «О предварительных итогах сева и задачах уборочной кампании» (Я. А. Яковлев, А. И. Криницкий) - Отчетный доклад НКПС и содоклад НК РКИ «Железнодорожный транспорт и его очередные задачи» (М. Л. Рухимович, А. А. Андреев) - Доклад «О московском городском хозяйстве и развитии городского хозяйства СССР» (Л. М. Каганович) По докладам приняты соответствующие резолюции. |
| 28—31 октября 1931           | - Отчётный доклад НКПС об исполнении постановлений ЦК ВКП(б) и СНК СССР о железнодорожном транспорте (А. А. Андреев). - Отчётный доклад Наркомснаба и Центросоюза об исполнении постановлений ЦК ВКП(б) и СНК СССР «О развёртывании советской торговли и улучшении снабжения рабочих» с содокладом ЦКК—РКИ (А. И. Микоян, И. А. Зеленский, Р. С. Землячка). Сообщение С. В. Косиора, Б. П. Шеболдаева, И. М. Варейкиса и др. (о ходе хлебозаготовок и выполнении заготовительного плана) |
| 4 февраля 1932               | - Утверждение резолюций XVII Всесоюзной партийной конференции - О составе Политбюро ЦК ВКП(б) (освобождение от обязанностей члена Политбюро Я. Э. Рудзутака и введение в Политбюро А. А. Андреева) - Сообщение К. Е. Ворошилова. |
| 28 сентября — 2 октября 1932 | - Отчётные доклады: - Наркомснаба и Центросоюза о развитии советской торговли с содокладом ЦКК—РКИ (А. И. Микоян,И. А. Зеленский, Н. М. Анцелович). - Народного комиссариата тяжелой промышленности, Нарком-легпрома и промкооперации о производстве товаров широкого потребления с содокладом ЦКК—РКИ (Г. Л. Пятаков, М. Е. Любимов, Василевский, Н. Антипов). - Отчетный доклад Наркомтяжпрома о развитии чёрной металлургии (Г. К. Орджоникидзе). - О хлебозаготовках - О составе Оргбюро ЦК и Секретариата ЦК [об освобождении К. Я. Баумана от обязанностей секретаря ЦК ВКП(б) и выводе К. Я. Баумана, Л. А. Акулова, А. И. Догадова из состава Оргбюро ЦК] |
| 7—12 января 1933             | - Итоги первой пятилетки и народно-хозяйственный план 1933 г. — первого года второй пятилетки (И. В. Сталин, В. М. Молотов, В. В. Куйбышев) - Цели и задачи политических отделов МТС и совхозов (Л. М. Каганович) - Об антипартийной группировке А. П. Смирнова, Эйсмонта, Толмачева и др. (Я. Э. Рудзутак) - Утверждение резолюции Политбюро ЦК ВКП(б) о проведении чистки партии в 1933 г. (П. П. Постышев). |
| 20—23 ноября 1933            | - Тезисы [к XVII съезду ВКП(б)] о втором пятилетнем плане развития народного хозяйства СССР (1933—1937 гг.) - Тезисы доклада Л. М. Кагановича [XVII съезду ВКП(б)] по организационным вопросам - Об организационной комиссии XVII съезда партии и совещании представителей делегаций (Л. М. Каганович). |
| 10 февраля 1934              | Выборы исполнительных органов ЦК: Политбюро, Секретариата, Оргбюро ЦК ВКП(б). |
| 5 — 5 июня 1934              | - Об уборке и заготовке сельскохозяйственных продуктов - Об аппарате ЦИК СССР и об А. С. Енукидзе. |
| 29 июня — 1 июля 1934        | - О выполнении плана поставок зерна и мяса (В. В. Куйбышев, А. И. Микоян, Клейнер) - Об улучшении и развитии животноводства (М. А. Чернов, М. И. Калинин) - О сроках обучения в ветеринарных вузах и ветеринарных техникумах. |
| 25—28 ноября 1934            | - Об отмене карточной системы по хлебу и некоторым другим продуктам (В. М. Молотов). - О политотделах в сельском хозяйстве (Л. М. Каганович). - Текущие вопросы сельского хозяйства. - Об индивидуальном крестьянском хозяйстве и отсталых колхозах. |
| 21 — 25 декабря 1934         | - Вопросы промышленности и транспорта в связи со стахановским движением (Г. К. Орджоникидзе, И. Е. Любимов, А. И. Микоян, Лобов, Л. М. Каганович) - Итоги проверки партийных документов (Н. И. Ежов). |

### 1935—1939 годы
| Дата                       | Повестки дня и итоги |
| -------------------------- | --- |
| 1 февраля 1935             | - О пополнении состава членов Политбюро и Секретариата ЦК ВКП(б) (И. В. Сталин). - Об изменениях в Конституции СССР (И. В. Сталин). - О завозе семян в колхозы и совхозы для весенней посевной кампании. |
| 5—7 июня 1935              | - Об уборке и заготовках сельскохозяйственных продуктов (А. М. Чернов, М. И. Калманович, Клейнер) - О служебном аппарате Секретариата ЦИК Союза ССР и товарище А. Енукидзе (Н. Ежов) - О народном комиссаре путей сообщения, секретаре ЦК ВКП(б), председателе Комиссии партийного контроля и первом секретаре Московского областного комитета ВКП(б). |
| 21—25 декабря 1935         | - Вопросы промышленности и транспорта в связи со стахановским движением - Итоги проверки партийных документов. |
| 1—4 июня 1936              | - Конституция СССР (И. В. Сталин). - Об уборке урожая и сельскохозяйственных заготовках. Текущие дела: а) О конверсии займов, б) О ходе обмена партийных документов, в) Об А. Енукидзе. |
| 4, 7 декабря 1936          | - Об окончательном тексте Конституции СССР (И. В. Сталин) - О троцкистских и правых антисоветских организациях - По персональному делу (о Сокольникове и Пятакове) Утверждение постановлений ЦК ВКП(б) от 25—26 июля и 10—11 сентября 1936 г. (опросом). |
| 23 февраля — 5 марта 1937  | - Дело Бухарина и Рыкова (Н. Ежов) - О подготовке партийных организаций к выборам в Верховный Совет СССР по новой избирательной системе и соответствующая перестройка партийно-политической работы (А. А. Жданов) - Уроки вредительства, диверсии и шпионажа японо-немецко-троцкистских агентов (В. М. Молотов, Л. М. Каганович) - О недостатках партийной работы и мерах ликвидации троцкистских и иных двурушников в парторганизациях. |
| 23—29 июня 1937            | - О новом избирательном законе [«Положение о выборах в Верховный Совет СССР»] - Об улучшении семян зерновых культур (Я. Яковлев) - О введении правильных севооборотов (М. А. Чернов) - О мерах улучшения работы машинно-тракторных станций (М. А. Чернов) - О курсах подготовки руководящих партийных кадров (А. А. Жданов). Персональные дела [решения Политбюро от 31 марта — 1 апреля, 17—22 мая, 25—26, 30 мая 1937 г., разосланные на утверждение опросом, об исключении из членов ЦК и из партии Ягоды, Кабакова, Уханова и др. из состава кандидатов и членов ЦК и из рядов партии Рудзутака, Тухачевского, Якира, Уборевича. |
| 11—12 октября 1937         | - Об избирательной кампании по выборам в Верховный Совет СССР (В. М. Молотов) - О пополнении состава ЦК ВКП(б) - О пополнении состава Политбюро ЦК. 5. Об обязательном изучении русского языка в школах национальных республик и областей (И. В. Сталин). |
| 11, 14, 18, 20 января 1938 | Доклады: - Об открытии сессии Верховного Совета СССР и по организационным вопросам сессии (В. М. Молотов, А. Ф. Горкин). - Об ошибках парторганизаций при исключении коммунистов из партии, о формально-бюрократическом отношении к апелляциям исключенных из ВКП(б) и о мерах устранения этих недостатков (Г. М. Маленков). - Об изменениях и дополнениях к отдельным статьям Конституции (А. Ф. Горкин). - О П. Постышеве. - О пополнении состава Политбюро и Оргбюро ЦК ВКП(б): о выводе из состава членов ЦК А. С. Бубнова, К. Я. Баумана и др., о введении в состав кандидатов в члены Политбюро Н. С. Хрущева. О введении в состав Оргбюро ЦК Л. З. Мехлиса. - О плане [основных] сельскохозяйственных работ на 1938 г. (Р. Эйхе). 7. О составе Совета народных комиссаров СССР (В. М. Молотов). 8. Об усилении мясозаготовок. 9. О железнодорожном транспорте (А. В. Бакулин, Л. М. Каганович). 10. Предложения по выборам в верховные советы по союзным республикам (М. И. Калинин). |
| 9—11 января 1939           | О созыве XVIII съезда партии. |
| 22 марта 1939              | - Выборы исполнительных органов ЦК ВКП(б): Политбюро ЦК, Секретариат ЦК, Оргбюро ЦК ВКП(б). - Постановление об утверждении председателем Комиссии партийного контроля при ЦК ВКП(б) А. А. Андреева. |
| 21—24, 27 мая 1939         | - Доклады: - О мерах ограждения общественных земель колхозов от разбазаривания в пользу личных хозяйств колхозников (А. А. Андреев) - Подготовка к уборке урожая и заготовкам сельскохозяйственных продуктов (А. И. Микоян) - Об освобождении Скрынникова от обязанностей наркома заготовок - Сформирование Комиссии партийного контроля (Г. М. Маленков) - Вопросы третьей сессии Верховного Совета (В. М. Молотов) - О проведении выборов в местные советы депутатов трудящихся (А. Ф. Горкин). |

## 1940-е годы
| Дата                        | Повестка дня и итоги |
| --------------------------- | --- |
| 26—28 марта 1940            | - Доклады: - Об изменениях в политике заготовок и закупок сельскохозяйственных продуктов (А. И. Микоян) - О внешней политике СССР (В. М. Молотов) - Уроки войны с Финляндией (К. Е. Ворошилов) - Перестройка работы Экономсовета (В. М. Молотов) - О созыве Всесоюзной партийной конференции ВКП(б) |
| 29—31 июля 1940             | - Доклады: - О внешней политике СССР (В. М. Молотов) - Об уборке и заготовках сельскохозяйственных продуктов (А. А. Андреев, А. И. Микоян) - О контроле над проведением в жизнь указа Президиума Верховного Совета СССР от 26 июня 1940 г. «О переходе на восьмичасовой рабочий день, на семидневную рабочую неделю и о запрещении самовольного ухода рабочих и служащих с предприятий и учреждений» (Г. М. Маленков) - Одобрено предложение СНК СССР об образовании Наркомата государственного контроля СССР. |
| 21 февраля 1941             | - Доклад председателя СНК В. М. Молотова о премировании инженерно-технических работников - Рассмотрены вопросы о составе кандидатов и членов Политбюро ЦК ВКП(б) - Принято постановление «О внедрении системы премирования руководящих хозяйственных и инженерно-технических работников в промышленности и на транспорте за выполнение и перевыполнение государственных планов» - Кандидатами в члены Политбюро ЦК избраны председатель Госплана СССР Н. А. Вознесенский, секретарь ЦК ВКП(б) Г. М. Маленков и первый секретарь МК и МГК партии А. С. Щербаков - Утверждены резолюции XVIII конференции ВКП(б) «О задачах партийных организаций в области промышленности и транспорта» и «Хозяйственные итоги 1940 года, план развития народного хозяйства СССР на 1941 год». |
| 5 мая 1941                  | Приняты постановления: - «Об усилении работы советских центральных и местных органов», - О назначении - Генерального секретаря И. В. Сталина — председателем СНК СССР, - В. М. Молотова — заместителем председателя СНК СССР, - секретаря ЦК ВКП(б) А. А. Жданова — заместителем И. В. Сталина по Секретариату ЦК ВКП(б), - первого секретаря МК и МГК ВКП(б) А. С. Щербакова — секретарем ЦК ВКП(б). |
| 27 января 1944              | - Доклад заместителя председателя СНК В. М. Молотова «О преобразовании Наркомата обороны и Наркомата иностранных дел из общесоюзных в союзно-республиканские наркоматы». - Сообщение председателя Президиума Верховного Совета СССР М. И. Калинина о первом заместителе председателя Президиума Верховного Совета СССР. - Одобрены проекты законов «О создании войсковых формирований союзных республик и о преобразовании в связи с этим Наркомата обороны из общесоюзного в союзно-республиканский наркомат» и «О предоставлении союзным республикам полномочий в области внешних сношений и о преобразовании в связи с этим Наркомата иностранных дел из общесоюзного в союзно-республиканский наркомат». - Приняты постановления: «О первом заместителе председателя Президиума Верховного Совета СССР», «О гимне СССР». - Утверждено постановление Политбюро ЦК ВКП(б) о заместителе Наркома обороны маршале Советского Союза Г. И. Кулике. |
| 11, 14, 18 марта 1946       | - Сообщения секретаря Президиума Верховного Совета СССР А. Ф. Горкина, секретаря ЦК ВКП(б) Г. М. Маленкова, Генерального секретаря ЦК ВКП(б) И. В. Сталина, секретаря ЦК ВКП(б) А. А. Жданова. - Членами Политбюро ЦК утверждены заместитель председателя Совета Министров СССР Л. П. Берия и секретарь ЦК ВКП(б) Г. М. Маленков. - Утверждены составы Секретариата и Оргбюро ЦК ВКП(б). - Приняты постановления: - «О повестке и работе сессии Верховного Совета СССР»; - «О разделении Наркомзема на два наркомата»; - «О преобразовании Комитета по делам кинематографии при СНК СССР в союзно-республиканский»; - «О составе Правительства СССР»; - «О составе Президиума Верховного Совета СССР»; - «О составе редакционной комиссии по внесению изменений в Конституцию СССР»; - «О присвоении наименования Генерального прокурора СССР».                                                                                                  |
| 21, 22, 24, 26 февраля 1947 | - Доклад заместителя председателя Совета Министров СССР А. А. Андреева «О мерах подъема сельского хозяйства в послевоенный период». - Приняты постановления: - «О мерах подъёма сельского хозяйства»; - «О программной и уставной комиссиях ВКП(б)»; - «О пополнении состава членов Политбюро ЦК ВКП(б)»; - «Об удовлетворении просьбы Сталина И. В. об освобождении его от обязанностей министра вооруженных сил СССР»; - о Г. М. Маленкове, В. Н. Меркулове, Г. Н. Пальцеве. - Постановления ЦК ВКП(б), принятые опросом членов ЦК с 4 мая 1946 г. по 30 января 1947 г. |

## 1950-е годы

### 1952 год
- 15 августа 1952
- 16 октября 1952

### 1953 год
- 5 марта 1953
- 14 марта 1953
- 2—7 июля 1953
- 3—7 сентября 1953 — Сентябрьский пленум ЦК КПСС (1953)

### 1954 год
- 23 февраля — 2 марта 1954
- 21—24 июня 1954

### 1955 год
- 25—31 января 1955
- 3—8 марта 1955
- 4—12 июля 1955

### 1956 год
- 13 февраля 1956
- 27 февраля 1956
- 20—24 декабря 1956

### 1957 год
- 13—14 февраля 1957
- 22—27 июня 1957[6]
- 29 октября 1957[6]
- 16—17 декабря 1957

### 1958 год
- 25—26 февраля 1958
- 6—7 мая 1958
- 17—18 июня 1958
- 5 сентября 1958
- 12 ноября 1958
- 15—19 декабря 1958

### 1959 год
- 24—29 июня 1959[6]
- 22—25 декабря 1959[6]

## 1960-е годы

### 1960 год
- 13—16 июля 1960[6]

### 1961 год
- 10—18 января 1961[6]
- 31 октября 1961[6]

### 1962 год
- 5—9 марта 1962[6]
- 19—23 ноября 1962[6]

### 1963 год
- 10—21 июня 1963[6]
- 9—13 декабря 1963[6]

### 1964 год
- 10—15 февраля 1964[6]
- 14 октября 1964[6]
- 16 ноября 1964[6]

### 1965 год
- 24—26 марта 1965[6]
- 27—29 сентября 1965[6]
- 6 декабря 1965[6]

### 1966 год
- 19 февраля 1966[7]
- 26 марта 1966[7]
- 8 апреля 1966[7]
- 25—27 мая 1966[7]
- 1 августа 1966[7]
- 12—13 декабря 1966[7]

### 1967 год
- 20—21 июня 1967[7]
- 26 сентября 1967[7]

### 1968 год
- 9—10 апреля 1968[7]
- 17 июля 1968[7]
- 30—31 октября 1968[7]
- 9 декабря 1968[7]

### 1969 год
- 26 июня 1969[7]
- 15 декабря 1969[7]

## 1970-е годы

### 1970 год
- 2—3 июля 1970[7]
- 13 июля 1970[7]
- 7 декабря 1970[7]

### 1971 год
- 22 марта 1971[7]
- 9 апреля 1971[7]
- 22—23 ноября 1971[7]

### 1972 год
- 19 мая 1972[7]
- 18 декабря 1972[7]

### 1973 год
- 26—27 апреля 1973[7]
- 10—11 декабря 1973[7]

### 1974 год
- 24 июля 1974[7]
- 16 декабря 1974[7]

### 1975 год
- 16 апреля 1975[7]
- 1 декабря 1975[7]

### 1976 год
- 20 февраля 1976[7]
- 5 марта 1976[7]
- 25—26 октября 1976[7]

### 1977 год
- 24 мая 1977[7]
- 3 октября 1977[7]
- 13 декабря 1977[7]

### 1978 год
- 3—4 июля 1978[7]
- 27 ноября 1978[7]

### 1979 год
- 17 апреля 1979[7]
- 27 ноября 1979[7]

## 1980-е годы

### 1980 год
- 23 июня 1980[7]
- 21 октября 1980[7]

### 1981 год
- 20 февраля 1981[8]
- 3 марта 1981[8]
- 16 ноября 1981[8]

### 1982 год
- 24 мая 1982[8]
- 12 ноября 1982(внеочередной)[8]
- 22 ноября 1982[8]

### 1985 год
- 11 марта 1985(внеочередной)[9]
- 23 апреля 1985[10]
- 1 июля 1985[11]
- 15 октября 1985[12]